# Nobelstraat (Utrecht)

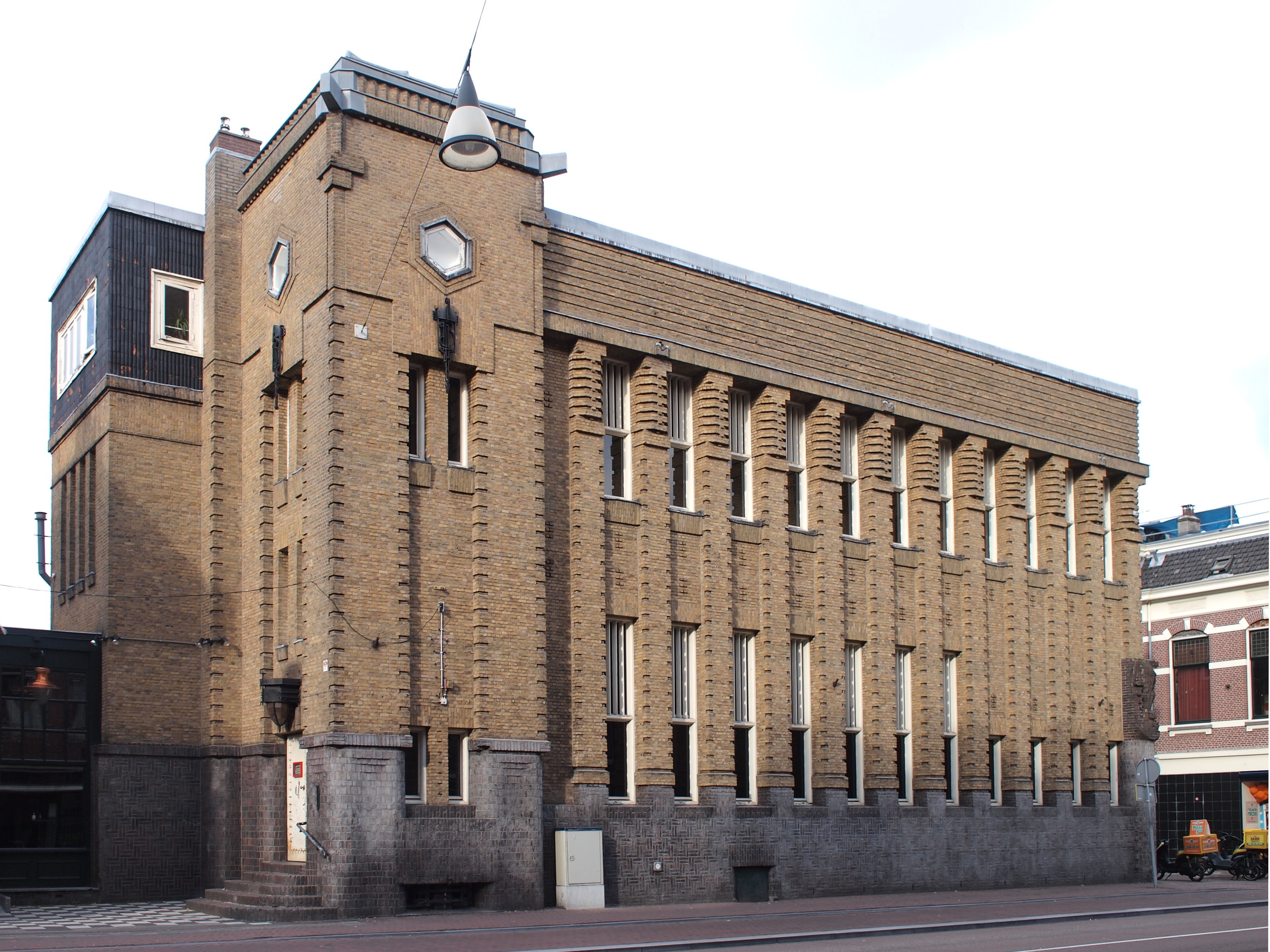
Incassobank, gebouwd rond 1920 in Amsterdamse Schoolstijl in opdracht van de Nederlandsche Incassobank, bevat een uit baksteen gehakt beeld

De Nobelstraat is een straat in de binnenstad van de Nederlandse stad Utrecht, die loopt vanaf de Drift en het Janskerkhof tot aan de Stadsbuitengracht.
Zijstraten van de Nobelstraat zijn de Ambachtstraat, Keizerstraat, Muntstraat, Lange Jufferstraat en de Nobeldwarsstraat.

## Geschiedenis
De Nobelstraat is een eeuwenoude straat, mogelijk bestond de straat reeds omstreeks 1300. In 1393 wordt de straat vermeld. De straatnaam Nobelstraat is pas sinds de 17e eeuw bekend, en is mogelijk afgeleid van de Utrechtse familie Nobel. Het gedeelte van het Janskerkhof tot de Keizerstraat werd tot in de 19e eeuw Zonstraat genoemd. Na een verbreding van de straat, eind 19e eeuw, werd ook dit gedeelte Nobelstraat genoemd.
Eeuwenlang liep de straat in het oosten dood op de stadswal/stadsmuur, die in de 19e eeuw werd gesloopt. In 1859 werd ter hoogte van het Lucasbolwerk de Lucasbrug gebouwd in de vorm van een knuppelbrug, die in 1873 werd vervangen door een verbrede stenen uitvoering. In de middeleeuwen liep de straat in het westen tot de immuniteit van Sint-Jan. Het oostelijke deel van de straat viel toen onder dit gerecht, het westelijke deel onder die van Sint-Pieter. Ergens in de eeuw na de Reformatie (circa 1570) is de straat verbreed.
Een gedeelte van de Nobelstraat heette tot 1886 "Zonstraat", waarschijnlijk naar de Utrechtse familie Van Zon. Drie jaar later werd de Nobelstraat wederom verbreed. Vanaf 1908 liep door de straat een elektrische tram, daarvoor reed er al een paardentram. Het is vandaag de dag een drukke doorgaande straat, onderdeel van de Binnenstadsas. Een deel van het verkeer vanuit de binnenstad wordt door deze eenrichtingsstraat naar de oostelijke buitenwijken van de stad geleid. Na de Lucasbrug gaat de straat over in de Nachtegaalstraat die op zijn beurt weer overgaat in de Burgemeester Reigerstraat en eindigt bij het Wilhelminapark. Aan de Nobelstraat zijn enkele monumentale panden gevestigd en de tentoonstellingsruimte van Genootschap Kunstliefde. Verder is hier een aantal cafés gevestigd die met name gericht zijn op studenten.

### Puist
De puist van de Nobelstraat was een rijtje huizen dat na de verbreding in 1932 van een deel van de straat was blijven staan en vooruitstak ten opzichte van de overige bebouwing aan de zuidkant waardoor de straat daar smaller was. In 1979 werd besloten de puist te slopen, wat een jaar later plaatsvond. In 1981 werd het terrein opnieuw bebouwd en dit deel van de Nobelstraat rechtgetrokken. De "puist" bestond uit 3 panden. Op nummer 7 was een dameskapsalon gevestigd, 'Maison Louis'. Daarnaast op nummer 9 een muziekinstrumentenhandel, fa. J. Wegman-Heringa. Later vestigde zich daar woninginrichting Bosselaar. Het derde pand op nummer 11 is altijd in gebruik geweest als horecagelegenheid. Eerst als café de Utrechtsche Slijterij, eigenaar Piet van Oostrum, daarna vanaf het begin van de tweede wereldoorlog als café restaurant de Sociëteit, eigenaar Wim van Oostrum. Vervolgens vestigde zich er vanaf 2 juli 1958 het "Wiener Café Grinzing" gevolgd vanaf december 1958 door het "Sport Café Piet Kraak" en vanaf 8 september 1960 het "Chicken Paradise". Na deze 3 mislukte pogingen was er vanaf januari 1961 tot aan de afbraak het bekende Utrechts studentencafé het Pandje gevestigd. Oorspronkelijk waren de huisnummers 1, 3 en 5. Na 1946 zijn ze veranderd in 7, 9 en 11.

## Trivia
- Vanuit het café Florin aan de Nobelstraat 2 wordt wekelijks Spijkers met koppen gepresenteerd.
- De Nobelstraat is niet vernoemd naar Alfred Nobel, maar naar de Utrechtse familie Nobel. Daarom wordt de naam uitgesproken als Nóbelstraat, niet als Nobèlstraat.